# 阿馬林達·辛格
阿馬林達·辛格（英語：Amarinder Singh；1942年3月11日—），又譯阿瑪林德·辛格 ，是印度國大黨政治家。目前擔任印度旁遮普邦第15任首席部長和旁遮普邦議會委員會主席。他曾於2002年至2007年擔任旁遮普邦首席部長（相當於省長）。1963年至1966年，他曾在印度陸軍服役。1980年，辛格首次入選印度人民院。他目前兼任旁遮普烏爾都語學院的院長。

## 个人生活
阿马林达·辛格的父亲亚达维德拉辛格是最后一任和第九任伯蒂亚拉土邦（现位于印度旁遮普邦）的摩诃罗阇，曾任印度奥林匹克协会主席，印度独立后，曾任印度驻联合国大会代表，印度驻意大利大使，印度驻荷兰大使。阿马林达的姐夫纳特瓦尔·辛格曾任印度外交部长。